# Košechablský rajón
Košechablský rajón (adygejsky: Кощхьэблэ къедзыгъон) je administrativní jednotka (rajón) a komunální útvar v rámci Adygejska v Ruské federaci.
Administrativním centrem je aul Košechabl.

## Geografie
Nachází ve východní části Adygejska
Celková rozloha rajónu je 607,52 km².
Na západě hraničí s Giaginským a Kurganinským rajónem na severozápadě s Šovgenovským rajónem, na jihovýchodě s Labinským rajónem a na jihozápadě s Mostovským rajónem.

## Historie
Rajón byl zřízen 28. prosince 1934 jako součást Adygejské autonomní oblasti. Od 1. února 1963 do 12. ledna 1965 byl rajón zrušen a stal se součástí Šovgenovského rajónu s centrem v aulu Košechabl, poté byl obnoven.

## Administrativní dělení
Součástí rajónu je 24 sídel vesnického typu.
- aul Blečepsin
- vesnice Volnoje
- osada Dmitrijevskij
- sídlo Družba
- aul Jegeruchaj
- osada Ignatěvskij
- osada Kazjonno-Kužorskij
- osada Karmolino-Gidroickij
- sídlo Komsomolskij
- aul Košechabl
- osada Krasnyj
- osada Krasnyj Fars
- sídlo Majskij
- vesnice Natyrbovo
- osada Novoalexejevskij
- osada Otradnyj
- sídlo Plodopitomnik
- osada Politotděl
- osada Sokolov
- aul Chačemzij
- aul Chodz
- sídlo Čechrak
- osada Čechrak
- osada Šelkovnikov